# Cattedrale di San Lorenzo (Lugano)
La cattedrale o duomo di San Lorenzo è il principale luogo di culto cattolico di Lugano, situato nel quartiere di Lugano Centro, e cattedrale della diocesi omonima.
Di origine altomedievale, è stata ricostruita nel corso del XV secolo. Ha ricevuto il titolo di cattedrale nel 1888 e dal 1971 è sede vescovile.

## Storia

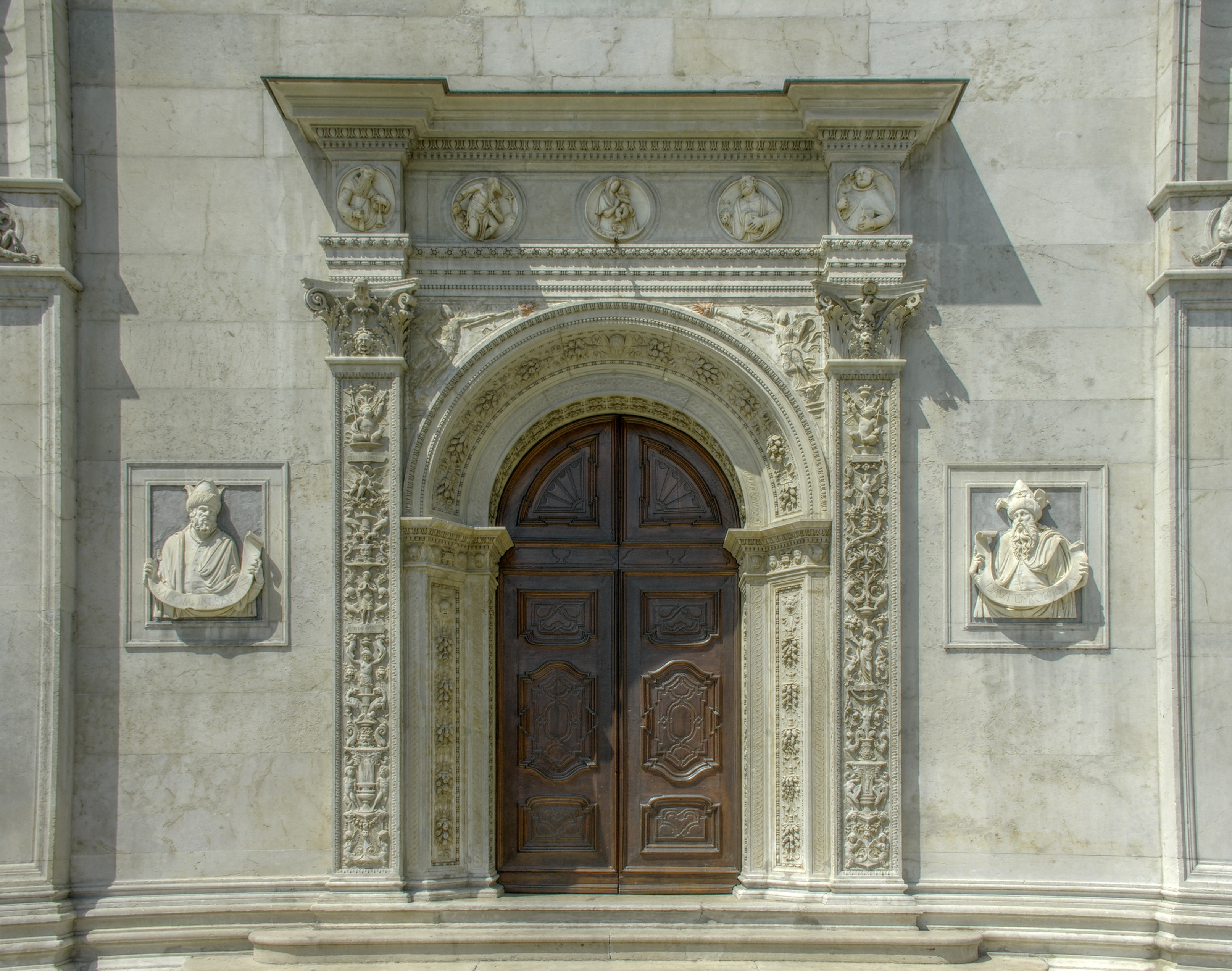
Portale.

Costruita nel luogo dove si trovava un'antica sepoltura, la chiesa di San Lorenzo viene citata già nell'anno 818 con l'appellativo di plebana, quando l'edificio era costruito in stile romanico ed era orientato in senso opposto rispetto all'edificio attuale (scavi archeologici effettuati nell'attuale sagrato hanno infatti riportato alla luce l'originaria abside).
Dopo essere stata sottoposta ad ampliamento tra il Duecento e il Trecento, agli inizi del Cinquecento fu dotata dell'odierna facciata. Quest'ultima venne completata nel 1517 ed è attribuita a Tommaso Rodari. La costruzione delle cappelle laterali avvenne tra il Seicento e il Settecento.

### Epoca contemporanea

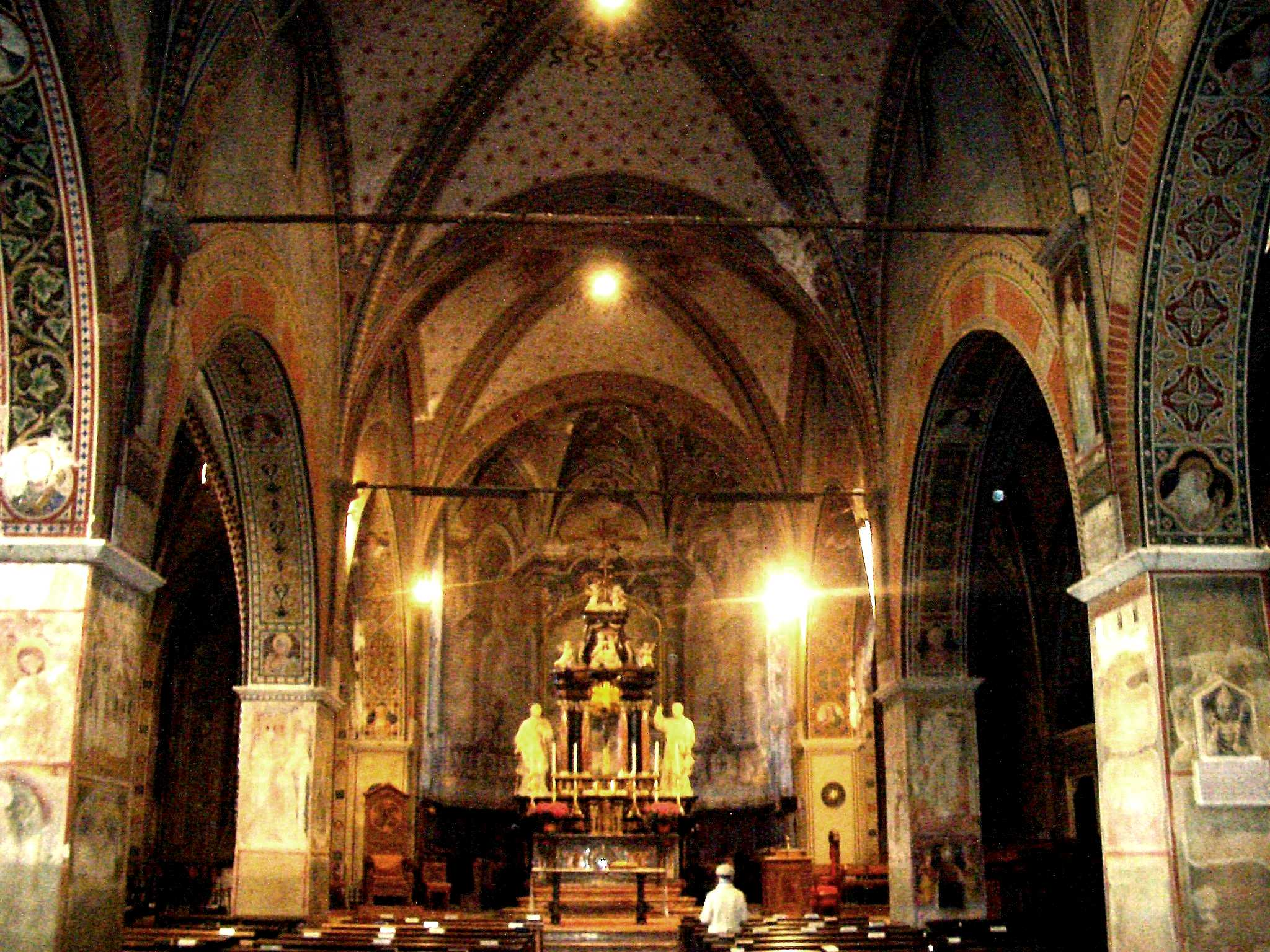
Navata centrale.

Il 7 settembre 1888 con la bolla pontificia Ad universam, Papa Leone XIII costituì la diocesi di Lugano ed elevò la collegiata al rango di cattedrale.
Nel corso del XX secolo l'edificio è stato radicalmente ristrutturato, con l'eliminazione di due cappelle laterali e l'esecuzione di alcuni affreschi da parte di Ernesto Rusca.
- 1905[6] - 1910. Restauri,[2][4][6] curati dall'architetto Augusto Guidini[8].[5]
- 2000 - 2004. Restauri[8] che interessarono la facciata rinascimentale, le coperture, la parte alta del campanile e la barocca Cappella di Santa Maria delle Grazie.[5]
- (2009[5]/2010[2][8]) 2011 - 2017[2][5][8]. Restauri[4][8] strutturali e dell'intero apparato pittorico e decorativo delle superfici interne[5]. La riapertura dell'edificio avvenne il 14 ottobre 2017,[8] in concomitanza con la ricorrenza dell'anniversario della dedicazione della cattedrale, testimoniata prima del XVI secolo e celebrata per tradizione - appunto - il 14 ottobre.

## Descrizione

### Esterno
La pianta dell'edificio attuale è a tre navate, il campanile presenta una base romanica cui sono stati aggiunti successivamente due piani in stile barocco ed una lanterna ottagonale.

### Interno

#### Navata destra

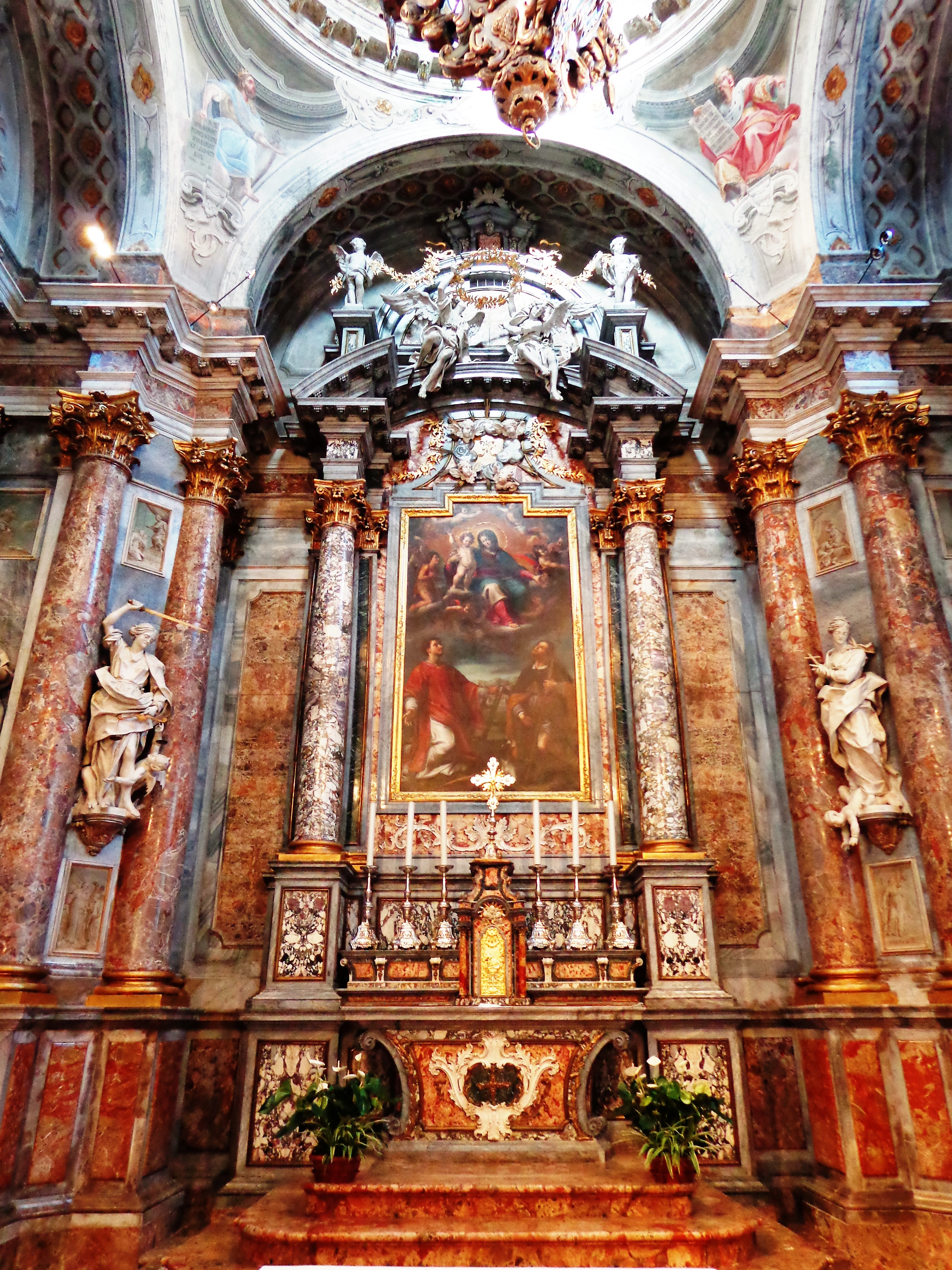
Altare della Madonna delle Grazie.

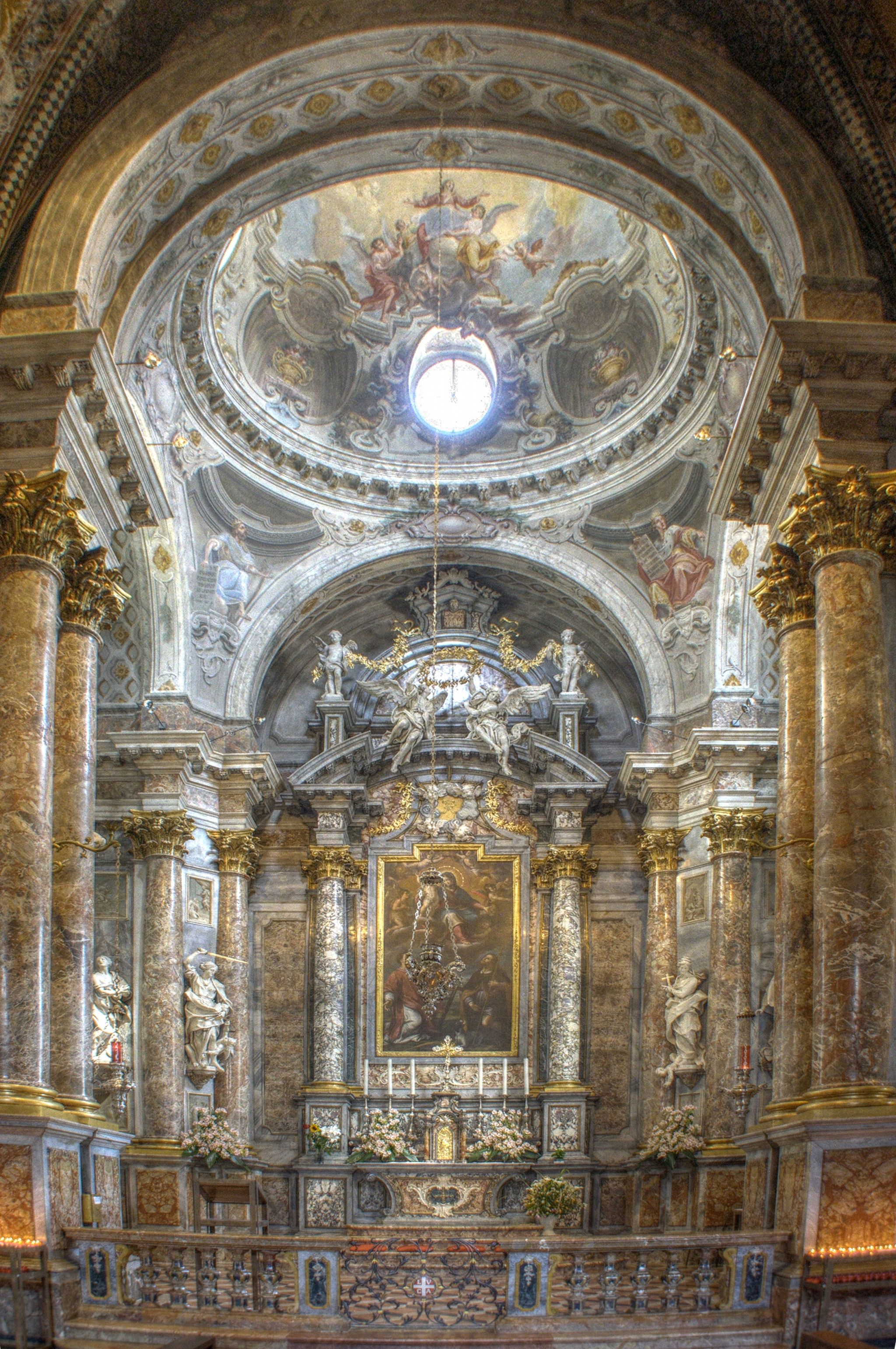
Cappella della Madonna delle Grazie.

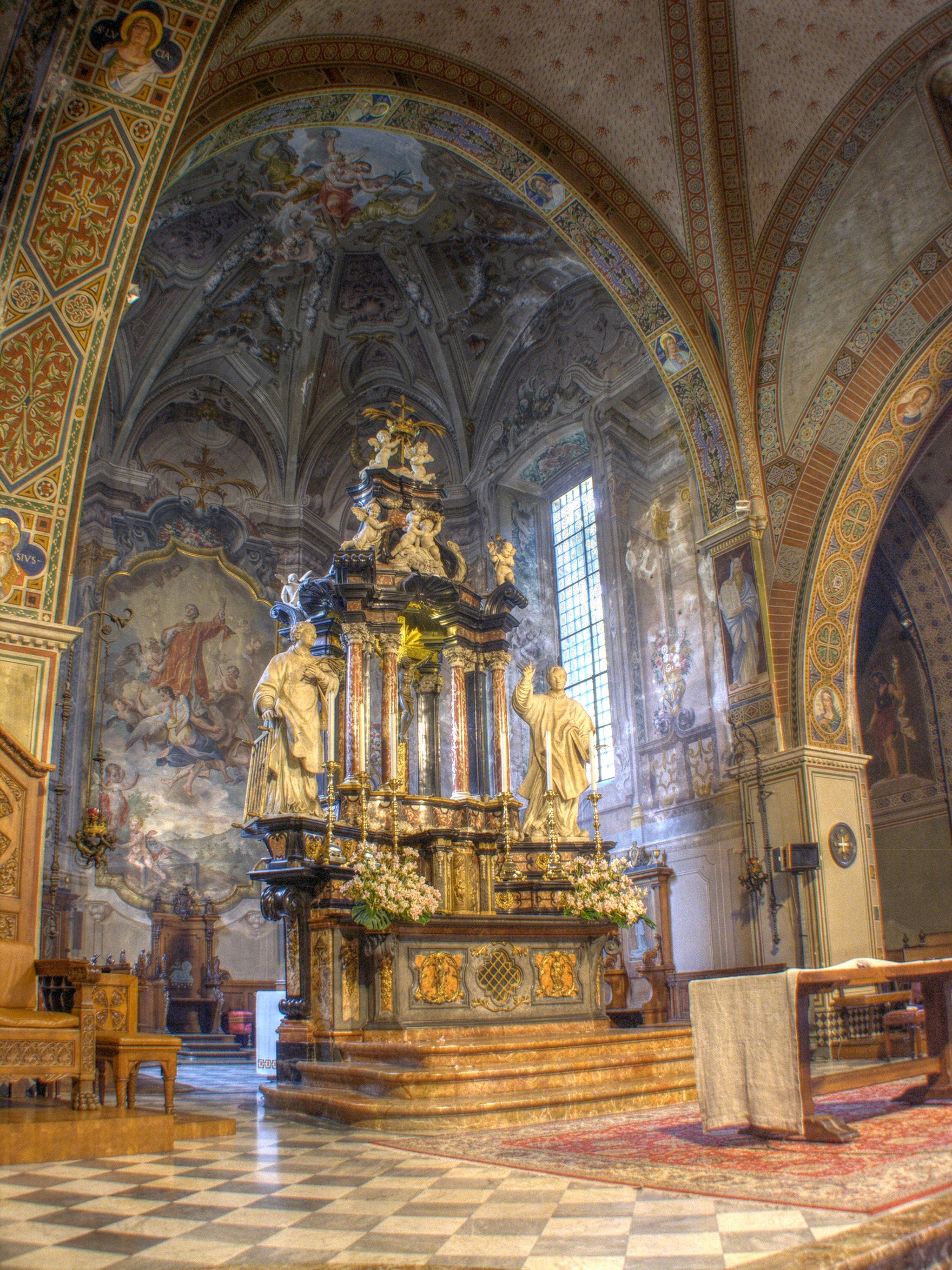
Altare maggiore di San Lorenzo.

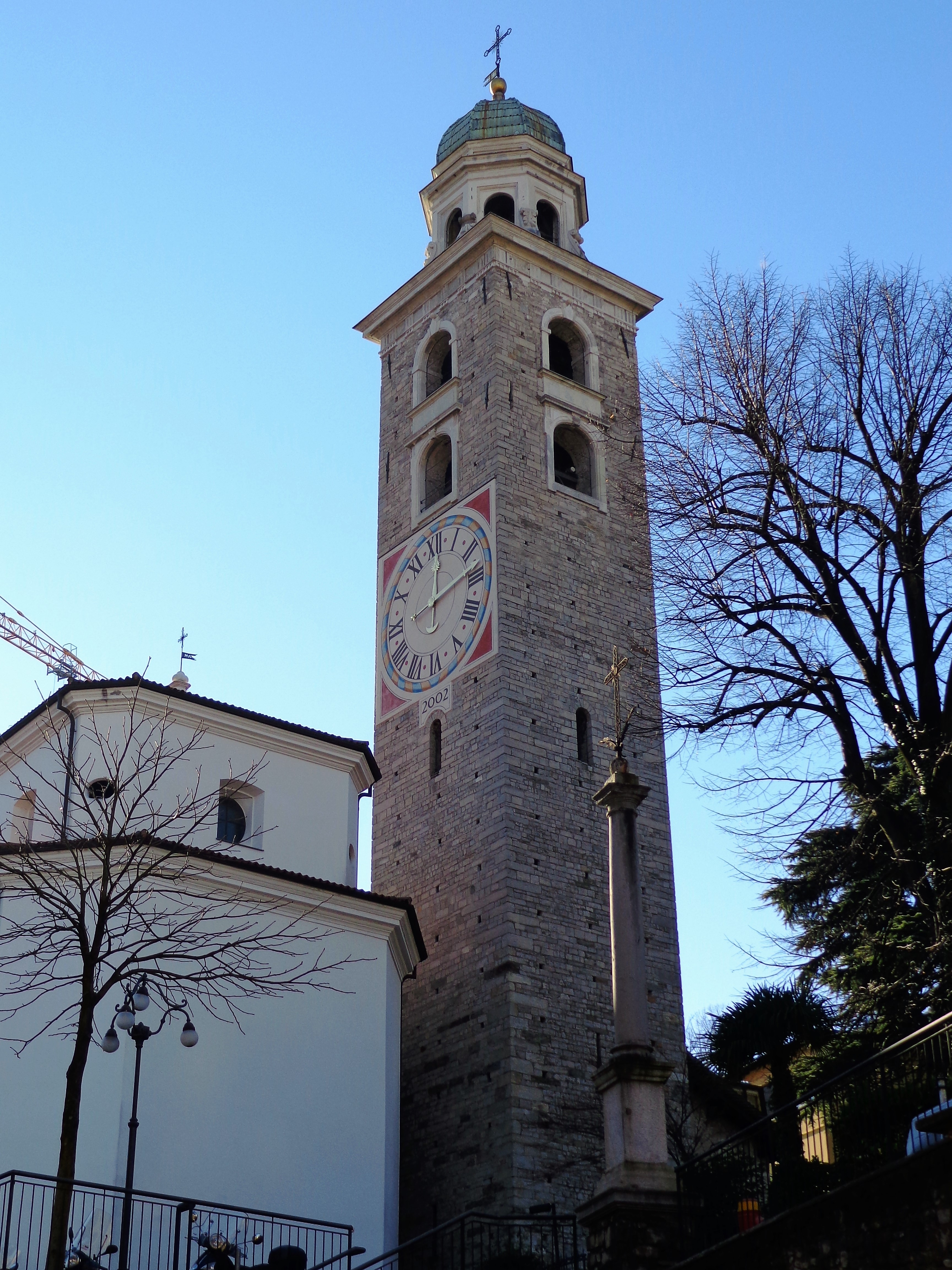
Campanile.

- Prima campata: Cappella dei Santi Crispino e Crispiniano. Già appartenuta alla corporazione dei calzolai,[5] è un ambiente arricchito con figure allegoriche in grisaglia, opere di Giovanni Antonio Torricelli[5] quadraturista.
- Seconda campata: Cappella della Madonna delle Grazie. Ambiente sorto nel 1494,[2] come voto e ringraziamento per la fine della peste.[4] La primitiva cappella fu eretta dopo il contagio di peste del 1473.[5] Celebra il voto formulato per l'epidemia scoppiata nel 1629, meglio conosciuta come peste manzoniana. Rimodulata e restaurata nelle forme attuali nel 1746, con lavori diretti dall'architetto Giovanni Battista Casasopra di Gentilino nel periodo compreso fra il 1771 e il 1774[5][6], questa cappella è abbellita con otto statue in stucco poste su mensole, opere attribuite al comasco Stefano Salterio[5]. Tali statue raffigurerebbero le virtù teologali[6] o le beatitudini. L'affresco Assunzione della Vergine orna la cupola, i personaggi Re Davide, Samuele, Neemia e Salomone abbelliscono i pennacchi. Venti pitture murali monocrome con temi di carattere biblico, realizzate dai fratelli Giuseppe Antonio Maria (figurinista) e Giovanni Antonio Torricelli (quadraturista) del 1774 completano il decoro.[5] L'altare, incassato in una grande nicchia, si mostra come inserito in una prospettiva concava, determinata dalle sfaccettature delle altre pareti altrettanto incavate del vano, costituita da colonne ioniche sormontate da elaborati capitelli corinzi, che alla base delle volte reggono un articolato cornicione dalla ricca modanatura. La mensa in marmi policromi e pietre dure, ornata da un artistico paliotto e delimitata da colonne in contrasto cromatico, è sovrastata da un timpano ad arco spezzato. Nella parte intermedia, una coppia di angeli con le ali spiegate, regge una corona. Sotto di essi una raggiera arricchita da teste di putti alate, nimbi e ghirlande fitomorfi, fa da corona al monogramma mariano. Pilastrini aggettanti appoggiati sulle cimase ospitano angioletti che reggono decorazioni che dipartono da un arco sommitale sormontato da ulteriore stele intermedia. All'interno della grande edicola, fra l'imponenza barocca della struttura e i richiami rococò delle decorazioni, campeggia la pala della Vergine in gloria raffigurata con Gesù e San Giovannino fra San Lorenzo e San Rocco, opera di Giovanni Battista Carlone[6] del 1632[6].

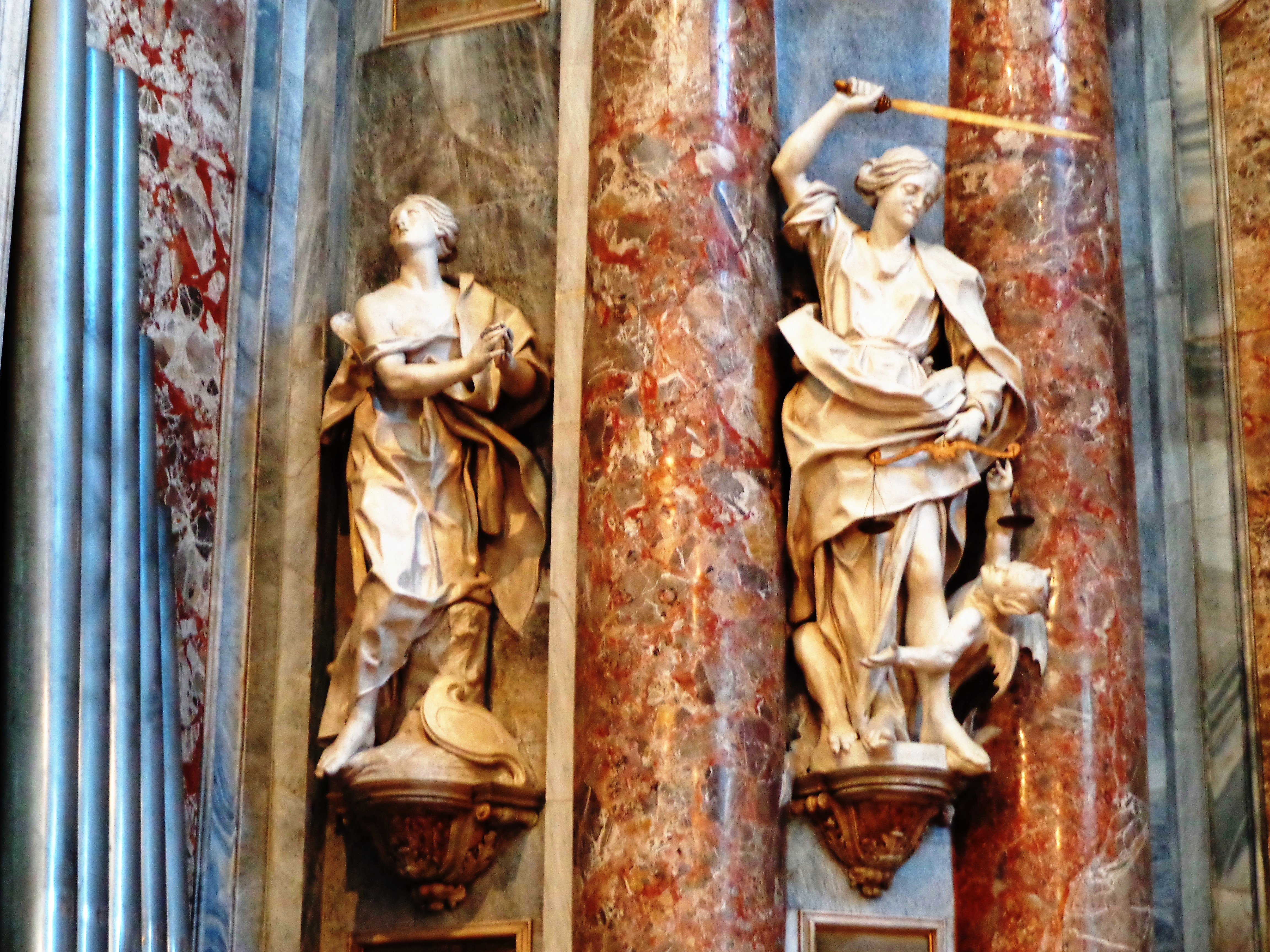
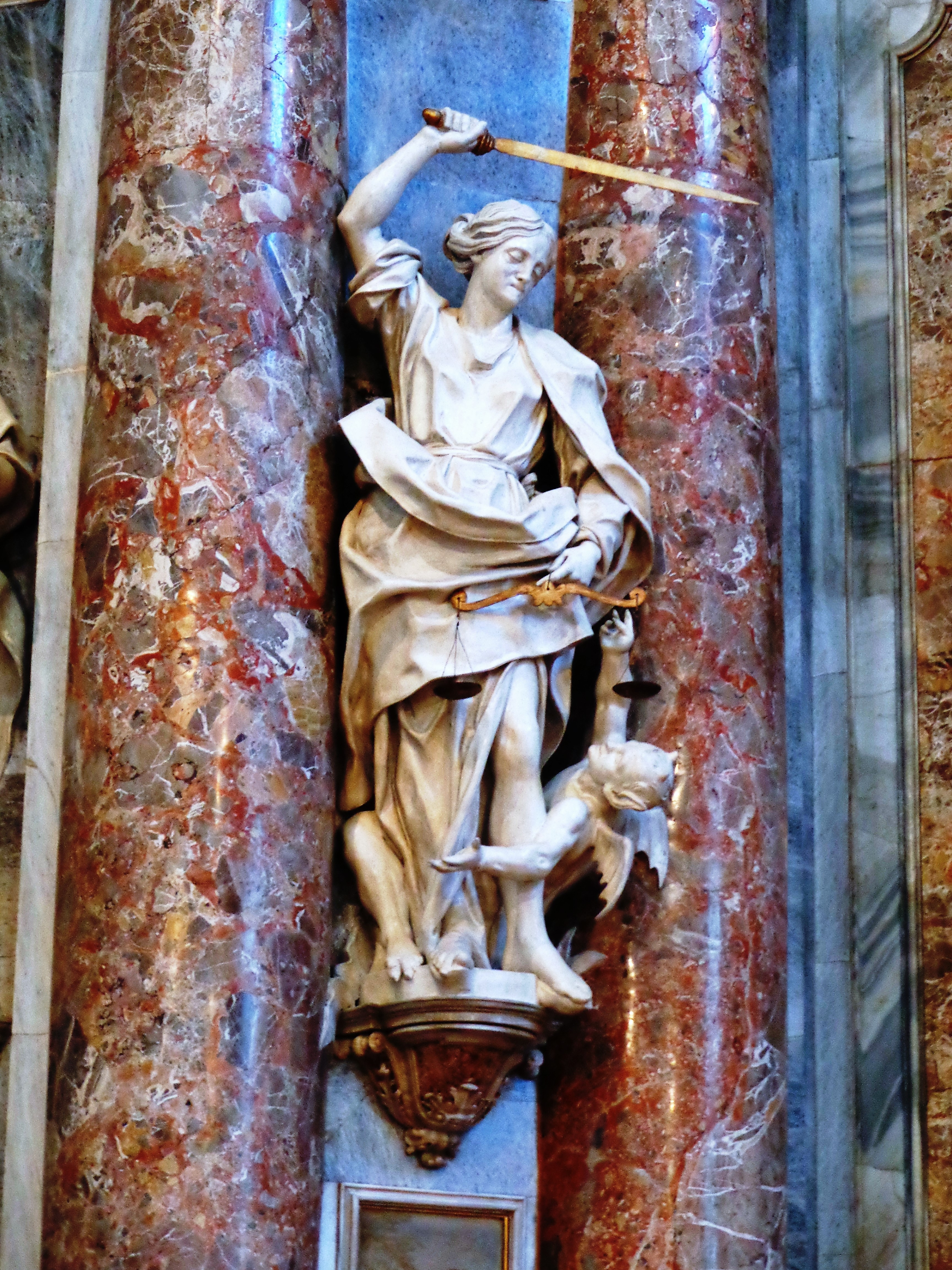
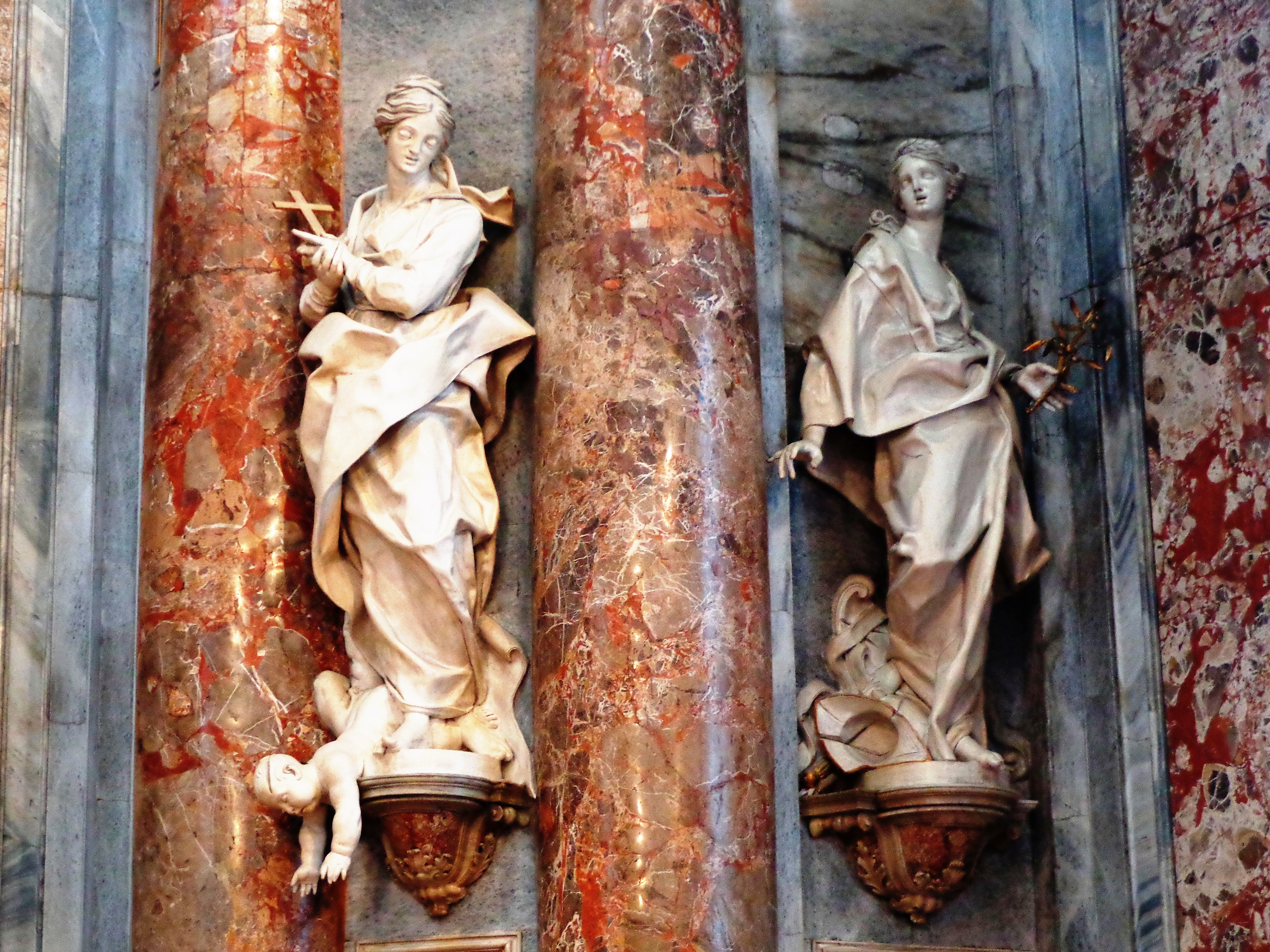

- Terza campata: Cappella di San Pietro Martire. Pala d'altare raffigurante i Santi Pietro Martire e Vincenzo Ferreri[5], opera di Giuseppe Antonio Maria Torricelli del 1760.
- In fondo alla navata: statua raffigurante Sant'Ambrogio.[5]

#### Navata sinistra
- Cappella di San Nicola.[5]
- Cappella delle Sante Lucia e Apollonia, già di pertinenza della corporazione dei mercanti. Oltre al quadro dedicato alle due Sante, già pala della stessa cappella, questo ambiente ospita un Sacro Cuore di Gesù, dipinto nel corso del XX secolo.[5]
- Cappella di Santo Stefano,[5] dove trova posto un affresco realizzato dal Morazzone[7] e raffigurante il martirio del santo titolare di questa stessa cappella[7].
- Tabernacolo in pietra,[6] scolpito da Tommaso Rodari agli inizi del XVI secolo[6].[5]
- Battistero, realizzato nel 1430[6] in stile gotico.[5]

#### Altare maggiore
- Altare di San Lorenzo. Si tratta di un'opera in marmo[7] frutto di interventi di Giovanni Battista Pinchetti della Val d'Intelvi e dei suoi eredi su disegno di Andrea Biffi[5], in seguito rielaborato dagli scultori Francesco Aprile detto il Pantera di Carona e da Silva di Morbio. Ulteriormente arricchito con l'aggiunta delle statue raffiguranti San Lorenzo e Santo Stefano nel 1705, opere realizzate da Giuseppe Rusnati su disegno di Francesco Pozzi di Lugano, manufatti posti ai lati dell'edicola a tempio colonnato della sopraelevazione. Nella nicchia centrale campeggia un ricco Crocifisso. Al 1708 risale l'ulteriore aggiunta dei numerosi angioletti con simboli dorati e ghirlande negli ordini superiori, alcuni collocati sui riccioli delle sime del timpano, una coppia in cima regge i simboli del martirio: palme, corona - simbolo di fedeltà - e la croce. Ulteriori lavori si registrarono nel 1890[5].

La mensa marmorea, sostituita nel 1890, è opera di Giovanni Andreoletti di Porto Ceresio. Gli stalli lignei del Coro dei Canonici risalgono al 1830 c., le decorazioni delle pareti con quadrature, della volta con nervature ad ombrello e l'affresco di fondo della parete absidale raffigurante la Gloria di San Lorenzo del 1764, sono opere dell'operato congiunto dei fratelli Torricelli.
I restauri conclusi nel 2017 hanno comportato la messa in opera di una cattedra, ambone e altare versum populum in pietra di Saltrio, di semplice, lineare e moderna fattura.

## Oratorio del Santissimo Sacramento
Ambiente costruito a partire dal 1605 e completato nel 1626, documentato già ornato dall'omonima confraternita.
Le decorazioni a stucco, furono realizzate nel corso del Seicento, dall'artista Galassini.
Sopra l'altare campeggia l'effigie dei carmelitani, realizzata per conto di un gruppo di giovani devoti di Santa Teresa di Liseaux, i quali nel corso dell'Ottocento erano soliti frequentare l'oratorio in modo assiduo.

## Confraternita del Santissimo Sacramento
Sodalizio attestato presso la primitiva collegiata.

## Campanile e campane
Il campanile, di origine romanica, fu rimaneggiato (in particolar modo con l'aggiunta del cupolino ottagonale sulla sommità della torre) negli anni 1633-1640 da Costante Tencalla, architetto bissonese attivo in Europa Centro-Orientale e a Varsavia nella prima metà del XVII secolo. Pur lavorando a Vilnius, durante l'inverno tornava in patria, dove riceveva committenze non solo nella natia Bissone, ma anche a Lugano.
Il campanile ospita un concerto di 9 campane, di cui le prime 8 sono in scala di Si2 maggiore, mentre la più piccola è in Re4; seguono i dati delle campane.
| Nota  | Fonditore                          | Luogo di fusione | Anno di fusione |
| ----- | ---------------------------------- | ---------------- | --------------- |
| Si2   | Fratelli Barigozzi                 | Milano           | 1910            |
| Do#3  | Nicola Bonavilla e Nicolao Sottile | Lorena           | 1628            |
| Re#3  | Fratelli Barigozzi                 | Milano           | 1910            |
| Mi3   | Giovanni Battista Sottile          | Varese           | 1716            |
| Fa#3  | non indicato                       | non indicato     | 1593            |
| Sol#3 | Fratelli Barigozzi                 | Milano           | 1910            |
| La#3  | Pietro Bonavilla                   | Lorena           | 1588            |
| Si3   | Fratelli Barigozzi                 | Milano           | 1910            |
| Re4   | non indicato                       | non indicato     | 1612            |

## Organi a canne

### Organo maggiore
Sulla cantoria in controfacciata si trova l'organo a canne Mascioni opus 292, costruito nel 1910. Lo strumento, a trasmissione pneumatica, ha due tastiere di 58 note ciascuna ed una pedaliera di 27 note e dispone di 28 registri. Lo strumento, inaugurato da Marco Enrico Bossi, venne modificato nella fonica dalla ditta organaria Kuhn di Zurigo nel 1944. Nel recente restauro, effettuato insieme a quello dell'intera cattedrale dalla ditta Mascioni, l'organo è stato riportato alla sua conformazione originaria ed è stato dotato di una seconda consolle a piano chiesa, sul lato destro del presbiterio. Un primo progetto di restauro, poi abbandonato, prevedeva l'aggiunta di un nuovo corpo sonoro da collocarsi nella cosiddetta "loggetta dei Seminaristi".

### Organo del coro
Nell'abside, dietro l'altare maggiore, si trova un organo positivo, costruito nel 1988 dalla Goll Orgelbau di Lucerna. A trasmissione meccanica, ha un unico manuale e 3 registri.

## Musica
La Scuola corale della cattedrale di Lugano, fondata nel 1984 da Mons. Arnaldo Giovannini e diretta dal maestro Robert Michaels, anima le principali celebrazioni liturgiche della cattedrale. Ricalcando un modello corale di stampo inglese, è costituita da giovani cantori e, oltre alle funzioni liturgiche, si occupa anche di concerti e attività didattiche. 
In precedenza, anche il Coro della Cattedrale di Lugano ha svolto una funzione importante di animazione liturgica. Non più in attività, il Coro nacque nel 1978 raccogliendo l'eredità di formazioni precedenti, e fu da subito diretto dal maestro e compositore Vincenzo Giudici. 
Tra i musicisti che già lavorarono per la Cattedrale di Lugano troviamo Luigi Agustoni, Luigi Cansani e Victor Togni.

## Galleria d'immagini

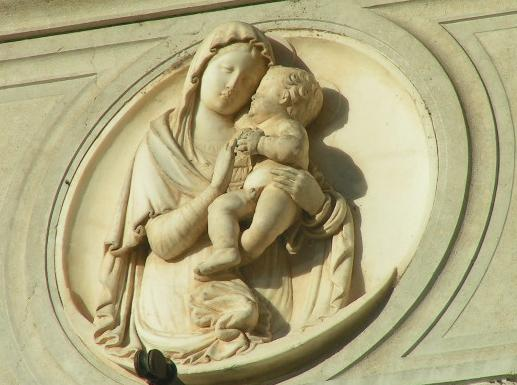
Madonna con Bambino nella trabeazione del portale principale
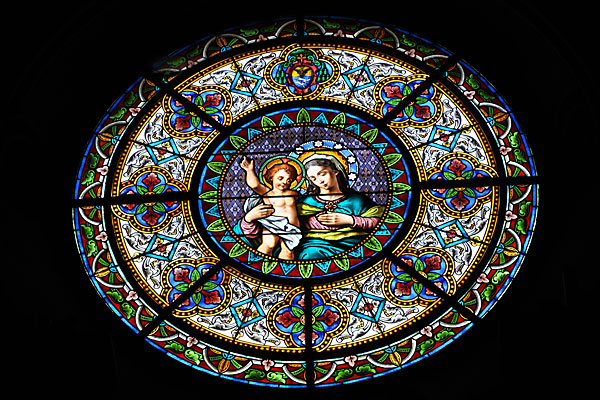
Il rosone
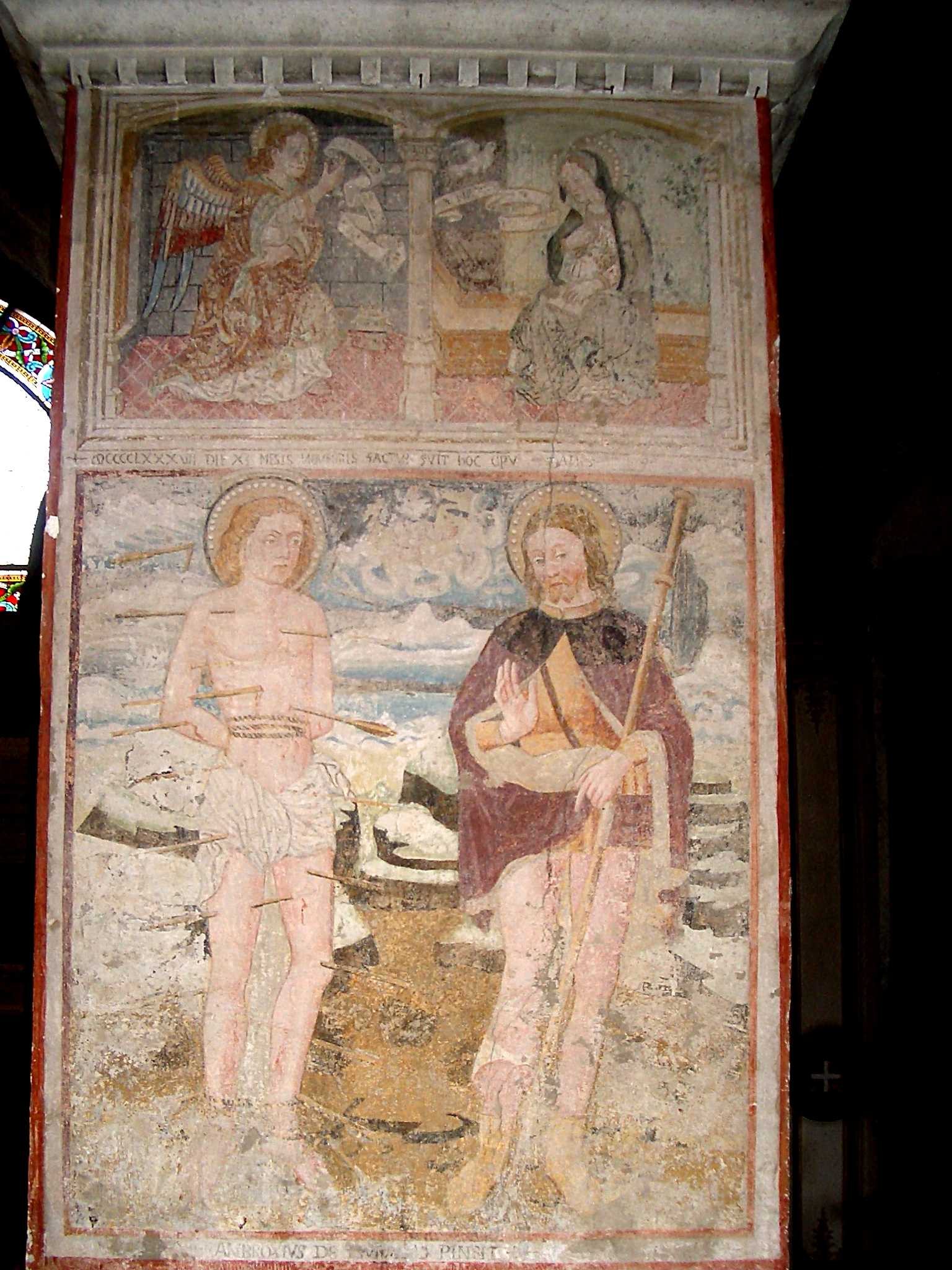
Annunciazione e i Santi Sebastiano e Rocco
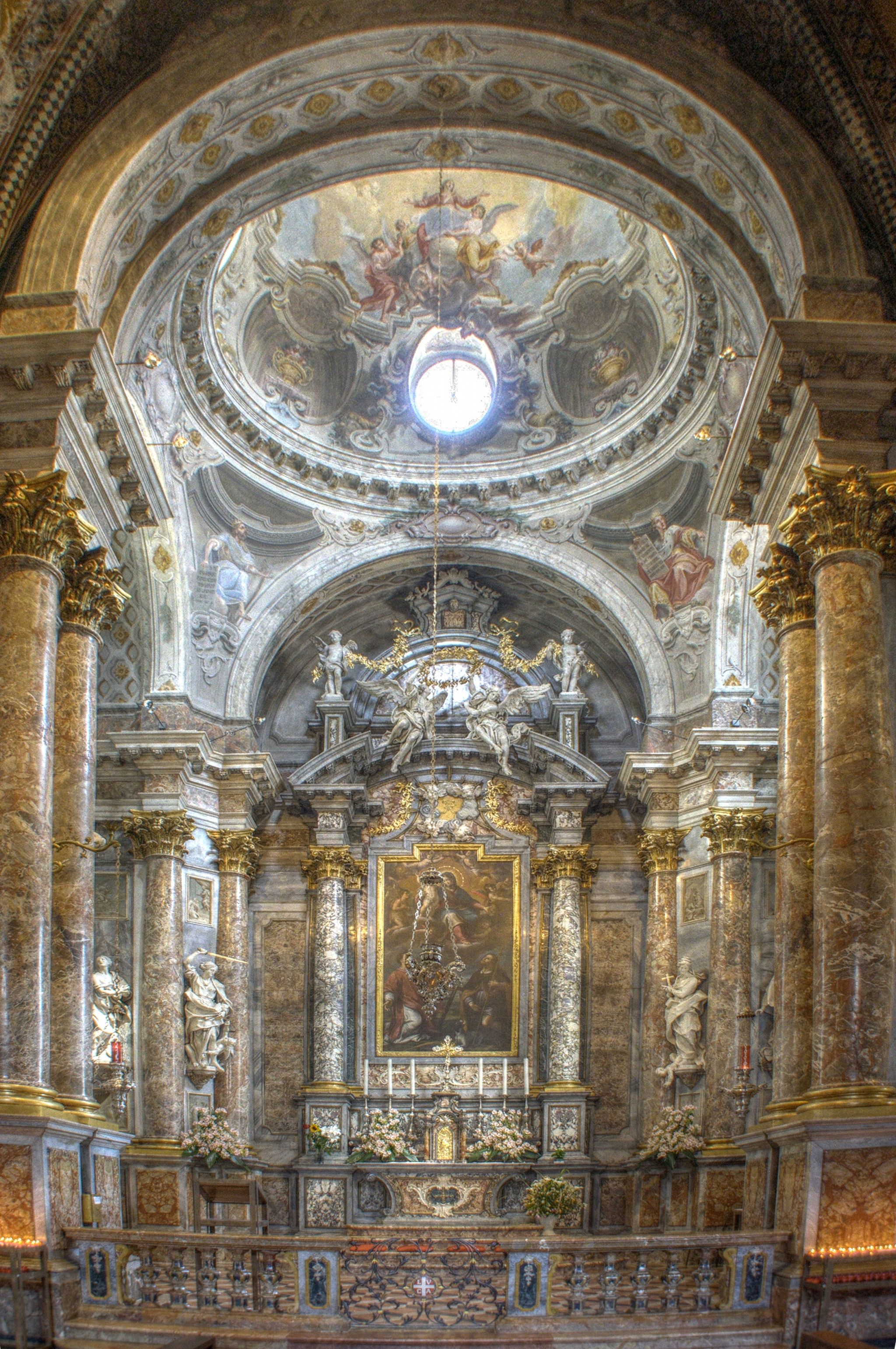
La cappella della Madonna delle Grazie
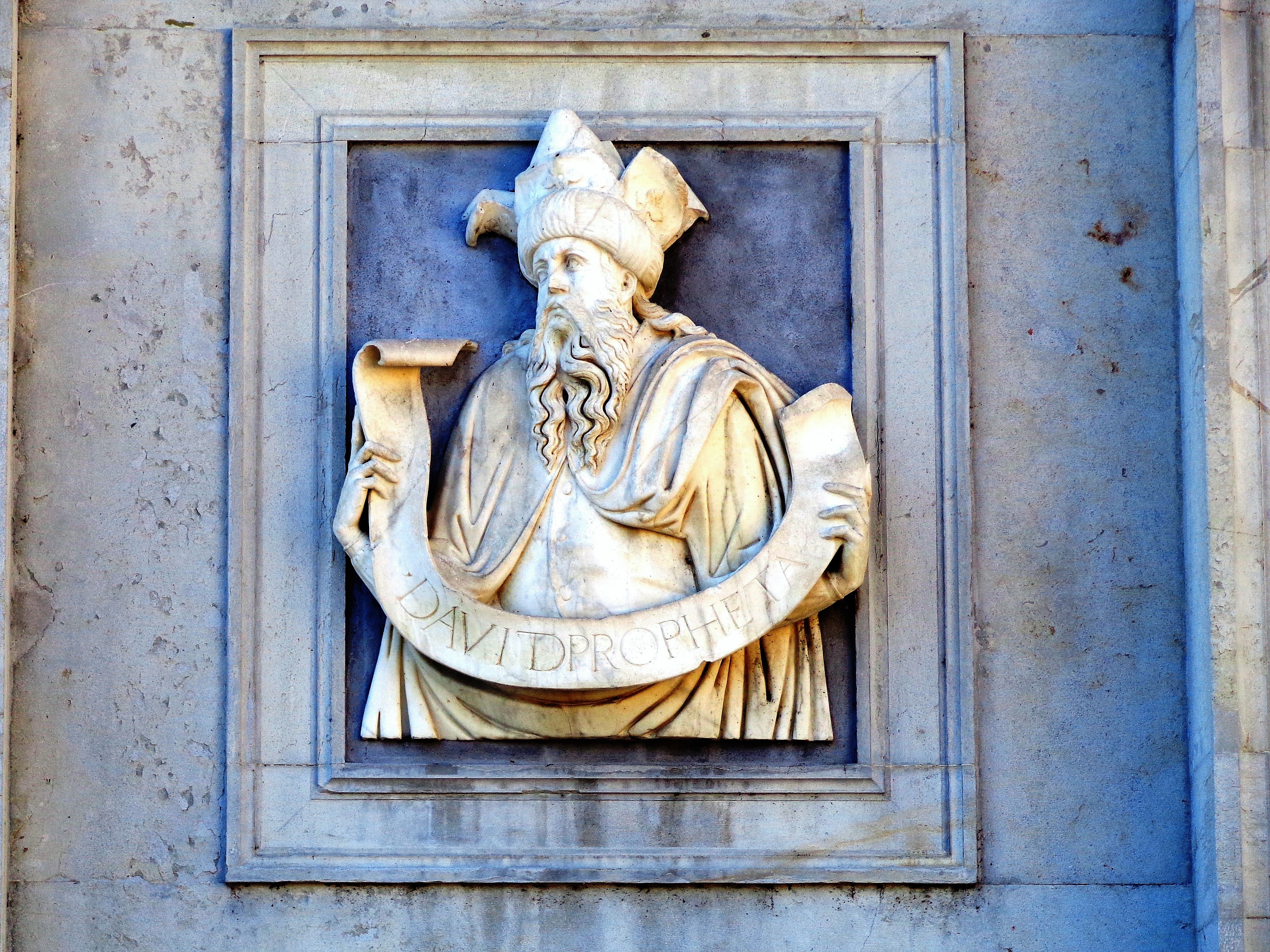

### Esplicative
1. ↑  Erneste Rusca ha fatto dipinti simili nella Basilica di San Sigismondo e Maria Assunta in Rivolta d'Adda
2. ↑  probabilmente Bonavilla

### Bibliografiche
1. ↑   Cattedrale di San Lorenzo - Inventario dei beni culturali (archiviato dall'url originale il 4 novembre 2013).
2. 1 2 3 4 5 6 7   Cattedrale di S. Lorenzo, su Lugano Storia. URL consultato il 24 marzo 2023.
3. ↑   Parrocchia di Lugano (a cura di), Le vostre comunità parrocchiali, in opuscolo.
4. 1 2 3 4 5   Comune di Lugano (a cura di), Cattedrale di S. Lorenzo, in pannello esplicativo all'esterno del monumento.
5. 1 2 3 4 5 6 7 8 9 10 11 12 13 14 15 16 17 18 19 20 21 22 23 24 25 26 27 28   Alessandro Crinari, Cattedrale San Lorenzo Lugano.
6. 1 2 3 4 5 6 7 8 9 10 11 12 13 14 15 16  Flüeler, p. 218
7. 1 2 3 4  TCI, p. 156.
8. 1 2 3 4 5 6 7   Cattedrale di S. Lorenzo, Lugano - Restauro (DT) - Repubblica e Cantone Ticino, su www4.ti.ch. URL consultato il 23 maggio 2025.
9. ↑   Ldk - Ticino.[collegamento interrotto]
10. ↑  (EN) Romeo Dell’Era, Romeo Dell’Era, “Le campane della cattedrale di Lugano: appunti di ricerca campanologica / Les cloches de la cathédrale de Lugano : notes de recherche campanologique”, Campanae Helveticae, 20 (2016), pp. 27-53 (deutsche Zusammenfassung: S. 53)., in Campanae Helveticae. URL consultato il 30 ottobre 2017.
11. ↑   Nicola Bonavilla e Nicolao Sottile.
12. ↑   Organo maggiore della Cattedrale S. Lorenzo di Lugano, su orgeldokumentationszentrum.ch. URL consultato il 15 aprile 2021 (archiviato dall'url originale il 6 marzo 2013).
13. ↑   Organo del coro della Cattedrale S. Lorenzo di Lugano, su orgeldokumentationszentrum.ch. URL consultato il 15 aprile 2021 (archiviato dall'url originale il 6 marzo 2013).